# Larona Kgabo
Larona Motlatsi Kgabo (sinh ngày 13 tháng 7 năm 1986) là người mẫu Botswana đã giành chiến thắng trong cuộc thi Miss Universe Botswana năm 2011.

## Sự nghiệp người mẫu
Cô sinh ngày 13 tháng 7 năm 1986 tại Gaborone, thủ đô và thành phố lớn nhất của Botswana. Larona Motlatsi Kgabo đã được bình chọn vào năm 2011 Hoa hậu Hoàn vũ Botswana vào ngày 23 tháng 7 năm 2011 tại Trung tâm Hội nghị Quốc tế Gaborone. Larona Motlatsi Kgabo được chọn trong số mười hai người vào chung kết của cuộc thi. Đằng sau cô là Jacqueline Sesa và Maungo Gwazai, lần lượt chiếm vị trí thứ hai và thứ ba trong cuộc thi Hoa hậu Hoàn vũ.
Cùng lúc đó, Larona Motlatsi Kgabo đang nhận giải thưởng cuộc thi Hoa hậu Hoàn vũ, cô cũng đã tốt nghiệp đại học sau khi theo học ngành kiến trúc.
Chiến thắng của Larona Motlatsi Kgabo đã mở ra cơ hội cho cô được chọn làm đại diện chính thức của Botswana cho cuộc thi sắc đẹp quốc tế Hoa hậu Hoàn vũ năm 2011. Cô đại diện cho đất nước của mình tại sự kiện được tổ chức vào ngày 12 tháng 9 năm 2011 tại São Paulo, Brasil.